# Шейха Моза бінт Насер аль-Міснед

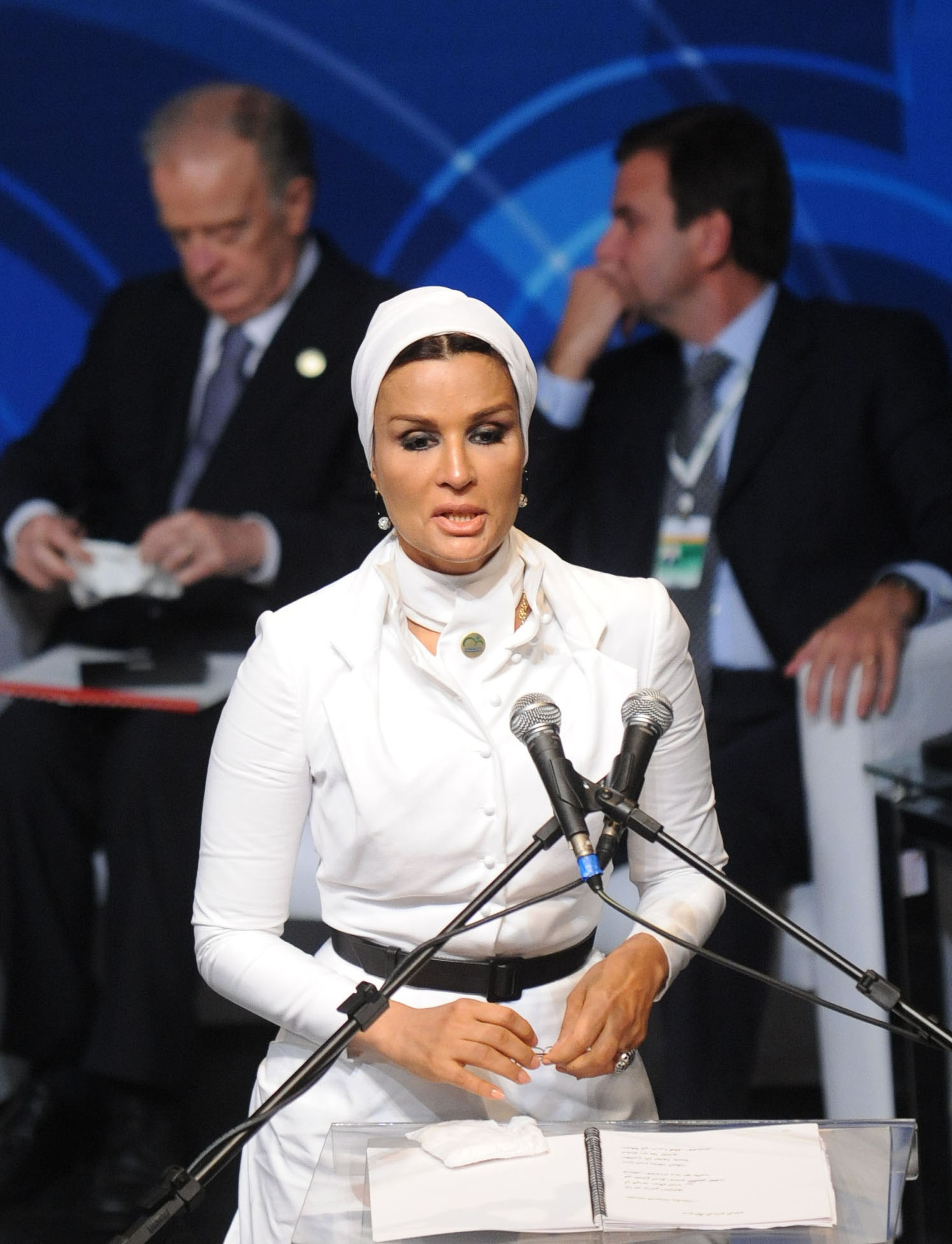
Її Високість Шейха Моза бінт Насер аль-Міснед

Ше́йха Мо́за бінт На́сер аль-Місне́д, Шейха Моза (англ. Sheikha Moza), Її Високість (араб. موزا بنت ناصر المسند, Mūzah bint Nāşir al-Misnid, англ. Sheikha Mozah bint Nasser Al-Missned) — друга з трьох дружин еміра Катару Шейха Хамада бен Каліфа-аль-Тані (Sheikh Hamad bin Khalifa Al Thani); єдина публічна дружина; катарський політичний і громадський діяч.

## Біографія і діяльність
Є дочкою Нассера Абдулаха-аль-Міснеда (Nasser Abdullah Al-Missned).
Освіту в галузі соціології здобула в Національному Університеті Катару (1986—1990 рр.), потому пройшла стажування у провідних університетах США.
Шейха Моза, що є рідкістю для дружин правителів ін. країн Перської затоки, має низку державних і міжнародних, в тому числі почесних посад:
- глава Катарського фонду освіти, науки та суспільного розвитку;
- президент Верховної ради з сімейних питань;
- віце–президент Верховної ради з освіти;
- спецпосланець ЮНЕСКО з базової та вищої освіти.

Шейха Моза вважає своєю головною метою перетворити Катар на сучасну передову у світі країну, задля чого багато і плідно працює, бере участь у політичному, бізнесовому, громадському і культурному житті свої країни та регіону:
- створила Арабський демократичний фонд, до якого її чоловік зробив перший внесок у розмірі 10 млн доларів. Головне завдання цього фонду — заохочення розвитку вільних ЗМІ та громадянського суспільства.
- є ініціатором ідеї перетворення Катару на нову «Кремнієву долину». З цією метою створено Катарський парк наук та технологій, відкриття якого відбудеться наприкінці 2008 року. Парк уже привабив 225 млн інвестицій, зокрема від таких провідних світових компаній «Microsoft», «Shell» та «General Electric».
- є ініціатором і головним натхненником, розробником і втілювачем у реальність «Освітнього міста» (англ. Education City) в Катарі — університетського містечка в передмісті столиці на площі 2500 акрів, де лекції студентам читають провідні професори американських університетів.
- підримує і заохочує діяльність провідної арабомовної телемережі Аль-Джазіра.

Шейха Моза має почесні докторські звання Вірджинського Університету Співтовариства (Virginia Commonwealth University), Техаського A&M Університету (Texas A&M University), Університету Карнегі-Мелон (Carnegie Mellon University), Імперського Коледжу Лондона (Imperial College London) і Джорджтаунського університету (Georgetown University).

## Діти
В Шейхи Мози семеро дітей, п'ять синів і дві дочки:

## Шейх Тамім бін Хамад-аль-Тані (Sheikh Tamim Bin Hamad Al-Thani), чинний спадкоємець трону
- Джасім Хамад-аль-Тані (Jassim Hamad Al-Thani).
- Джоан Хамад-аль-Тані (Joaan Hamad Al-Thani).
- Халіфа Хамад-аль-Тані (Khalifa Hamad Al-Thani).
- Мохамед Хамад-аль-Тані (Mohammed Hamad Al-Thani).
- Аль-Майясса Хамад-аль-Тані (Al-Mayassa Hamad Al-Thani).
- Хінд Хамад-аль-Тані (Hind Hamad Al-Thani).